# Arebius altimontis
Arebius altimontis är en mångfotingart som beskrevs av Chamberlin R.W. 1943. Arebius altimontis ingår i släktet Arebius och familjen stenkrypare. Inga underarter finns listade i Catalogue of Life.